# 小行星3070
小行星3070（3070 Aitken），臨時名稱為1949 GK，它是位在主小行星帶內側，屬花神星族的石質小行星，估計直徑是4公里。它是在1949年4月4日在印地安小行星專案下由美國印大安納州的哥德林克天文台發現的小行星。後來，這顆小行星以美國天文學家羅伯特·艾特肯之名命名

## 軌道和分類
小行星3070是花神星族的成員，這是主小行星帶最大的一個集團。它的軌道在主小行星帶內側，以1.9-2.8天文單位的距離繞行太陽，週期為3年6個月（1,279日），離心率0.20，相對於黃道的傾斜角為2°。
在1907年，這顆小行星首度被陶頓天文台（Taunton Observatory）確認為A907 HA。回溯發現麻塞諸塞州的圖爾庫天文台（803）在1942年就觀測到它，因此在哥德林克天文台發現與觀測之前，小行星3070的官方觀測弧就擴展到7年。

## 物理性質
小行星3070被歸類為石質S-型小行星。
在2010年11月，加利福尼亞州的帕洛馬瞬變工廠的光度觀測首度獲得旋轉的光變曲線。光變曲線的分析得到6.3965小時的自轉週期與0.38星等的光度變化（U=2）。
共同小行星光度曲線鍊（Collaborative Asteroid Lightcurve Link）假設石質小行星的標準反照率是0.20，依此估算得到的直徑是3.9公里，絕對星等為14.24。

## 命名
這顆小行星以美國天文學家羅伯特·艾特肯之名命名（1864-1951），他從1930年至1935年擔任利克天文台第4任的台長，是被命名2715號小行星威廉·華萊士·坎貝爾的後繼者。
艾特肯是著名的雙星專家，於1932年出版了《北極120°內的新的雙星總目錄》（New General Catalogue of Double Stars Within 120° of the North Pole），他也因在1918年首先出版的另一本書《聯星》而聞名。為尊榮他，月球也有以他為名的撞擊坑" 艾特肯環形山 " 。正式的命名文書刊登在小行星中心於1989年4月21日發行的（M.P.C. 14481）。

## 外部連結
- Asteroid Lightcurve Database (LCDB) （页面存档备份，存于）, query form (info （页面存档备份，存于）)
- Dictionary of Minor Planet Names, Google books
- Asteroids and comets rotation curves, CdR （页面存档备份，存于） – Observatoire de Genève, Raoul Behrend
- Discovery Circumstances: Numbered Minor Planets (1)-(5000) （页面存档备份，存于） – Minor Planet Center
- NASA JPL小天體瀏覽器上的小行星3070

| 前一小行星： 小行星3069 | 小行星列表 | 後一小行星： 小行星3071 |